# Bridge of Light
Bridge of Light från 1994 är ett album med samtida konstmusik komponerad av Keith Jarrett och framförd av Jarrett med The Fairfield Orchestra under ledning av Thomas Crawford.

## Innehåll
All musik är komponerad av Keith Jarrett.
1. Elegy for Violin and String Orchestra – 14:50
2. Adagio for Oboe and String Orchestra – 9:54
3. Sonata for Violin and Piano – 27:11
I. Celebration – 6:15
II. Song – 7:00
III. Dance – 3:09
IV. Birth – 8:34
V. Dance – 2:13
4. Bridge of Light for Viola and Orchestra – 17:01

## Medverkande
- Keith Jarrett – piano
- Marcia Butler - oboe
- Michelle Makarski violin
- Patricia McCarty - viola
- The Fairfield Orchestra under ledning av Thomas Crawford